# 卢文进
卢文进（9世纪—944年），字国用，或大用，范阳人。爵封范阳郡王，中国五代十国时期政权燕、晋及其后身后唐、吴、南唐及契丹将领。他在仕途初期叛投契丹，帮助构建契丹定期入侵中原领土的战略，但后来又再叛回到后唐。当后唐被契丹所支持的后晋推翻后，卢文进害怕，逃到吴国，在吴国和南唐度过余生。

## 晋国年间
卢文进年轻时，为军阀卢龙节度使刘守光骑将。刘守光后据卢龙军称燕帝。应天二年（912年），晋王李存勖攻燕，时任纳降军使的卢文进降晋，因其早降，得拜蔚州（一作遥授不在晋国管下的寿州）刺史，并被任为李存勖弟新州刺史李存矩手下裨将。
李存勖灭燕后，天祐十三年（916年）二月时，他正陷入与大敌后梁的长期战事中，命时任威塞军防御使李存矩募太行山以北部落骁勇者及燕国逃亡士卒送到晋梁前线，又下令征集马匹，百姓生怨。李存矩聚集了五百骑，亲自南运，以卢文进为偏裨将随行。士兵们害怕远行打仗，李存矩却不体恤。他们到祁沟关时，小校宫彦璋说服士兵兵变，杀死李存矩。他们拥卢文进为首，卢文进拊膺哀哭：“奴辈已经杀害郎君，使我有何面目再见晋王！”并接受拥戴。但鉴于李存矩强夺卢文进年轻貌美的女儿为侧室，卢文进也被《契丹国志》等史书认为参与谋划此次兵变。他们返回新州，但被守将杨全章拒入。卢文进转攻武州，又被北都知防御兵马使李嗣肱击败。当大将卢龙军节度使周德威也率军伐卢文进时，卢文进被迫逃到辽国境内，投降契丹太祖皇帝。

## 效力契丹
天祐十四年（917年）二月，契丹军以卢文进为向导，大举进攻晋国北境，三月很快攻陷新州，新州刺史安金全逃走。卢文进任部将刘殷为新州刺史。周德威奉李存勖命率本部卢龙军合河东军及晋国盟友赵国、义武军士兵攻新州，却被契丹三十万大军所败，被迫撤回卢龙军部幽州（即范阳）。契丹军乘胜进围幽州，卢文进招诱幽州亡命之人，教契丹军用飞梯、冲车、地道、土山攻城，周德威亦采取相应策略防御。四月，晋大将李嗣源、阎宝奉命赴援，契丹战败，随军的牛羊也已吃了一半，太祖后悔出兵，责让卢文进。六月，契丹太祖因天热班师，命耶律曷鲁、卢文进留守，八月，李嗣源、阎宝及李存审援军到，耶律曷鲁、卢文进等因军少无援也撤退，幽州围解，但此后卢龙与契丹的边境仍然易受攻击。卢文进娶契丹公主，契丹太祖任卢文进为平州刺史、卢龙留后，再任为节度使，让他和部下汉族士兵屯平州。每年他都带领奚族骑兵入侵晋国，对晋国的大举进攻也更多。运往卢龙的粮食常被契丹军掠夺，卢龙军下辖诸州因而残破。契丹俘获数州士人和女子，并因而学会纺织，契丹人强盛，都是得到卢文进的缘故。
神册六年（921年），赵王王镕被养子王德明所杀，王德明接管赵地，改回本名张文礼。李存勖起初意图安抚，任他为成德军（即赵国辖地）留后，但张文礼相信李存勖最终会攻打自己，于是求援于后梁，并通过卢文进求援于契丹。后梁皇帝朱瑱拒绝，而契丹太祖则应允。李存勖讨伐张文礼时，契丹太祖发起大举南攻。但当次年（922年）正月李存勖亲自迎战契丹并击败之后，太祖对卢文进说：“老天不想让我到此啊。”遂退。契丹军被击退后，又于四月攻克蓟州，以卢文进和耶律涅鲁古典军民事。虽然契丹出兵相助，但九月成德军军部镇州仍然沦陷。张文礼在遭晋讨伐后不久即病死，子张处瑾继。张处瑾伏诛，晋国兼并成德军。
此战失利后，卢文进和同样投降契丹的汉族军官王郁回到以往带领契丹士兵骚扰晋国北境的路子，使李存勖在讨伐后梁时有后顾之忧。但李存勖仍克服种种困难，在天祐二十年（923年）三月建立后唐称帝，虽然九月王郁与卢文进召契丹南侵瀛、涿，李存勖仍在十月突袭攻破后梁都城大梁，朱瑱自杀，梁亡，李存勖接管后梁领地。契丹没有因后唐取胜而有所收敛，继续每年袭扰后唐，次年七月更要求李存勖割让卢龙军给卢文进，李存勖拒绝。契丹太祖决定征服东面邻国渤海，留卢文进和将领秃馁（又作托诺）屯后唐边境的营、平等州以防后唐攻击。天赞五年（926年），太祖灭渤海，以渤海地封长子耶律倍。后唐同光年间，卢文进和契丹对后唐燕、蓟的侵扰尤其深重，前后祸乱晋国、后唐十余年。

## 后唐年间
同光四年（926年）四月，李存勖在后唐都城洛阳死于兵变。先前反叛他的李嗣源很快来到洛阳，以李存勖养兄身份称帝，又派使者对卢文进指出政权更替、不计前嫌，说服卢文进复归。卢文进所部都是汉族人，都想回归中原，于是十月，已为契丹检校太尉的卢文进杀死帮助自己戍守平州的契丹人，率所部十五万、车帐八千乘奔幽州，归唐。百官称贺。充北面招讨房知温因此功加特进、同平章事。卢文进所率投降家畜人口首尾约七十里，到幽州后遣军吏上表。十一月，准诏卢文进所率户口免租税三年，每口给粮五斗。十二月，卢文进及将吏四百人入见，获赐鞍马、玉带、衣被、器玩、钱帛各有差，卢文进受任为特进、检校太尉、同中书门下平章事、使持节滑州诸军事、守滑州刺史、充义成军节度滑濮管内观察处置等使，封范阳郡开国侯，食邑一千三百户，兼赐推忠翊圣保义功臣。天成三年（928年）二月，迁威胜军节度使，罢官，长兴元年（930年）八月，又入为左卫上将军。四年（933年）三月，出为昭义军节度使，擒拿奸人，体察民隐，很被时人称誉。期间具礼币招纳燕赵名士进士高越为宾客。罢官，李嗣源养子李从珂清泰元年（934年）九月，他又任安远军节度使，高越相从，为掌书记。卢文进次女才貌双全，能作文，时人号女学士，高越爱慕，谒见卢文进，卢文进把她嫁给高越。

## 吴国、南唐年间
清泰三年（936年），李嗣源婿河东节度使石敬瑭叛乱，在契丹太宗皇帝帮助下击败后唐派去讨伐他的军队。李从珂全家自杀，石敬瑭建立后晋取代后唐。卢文进因背叛契丹，闻讯害怕，身为燕人又不肯屈身事晋，十二月决定弃官逃到吴国。他杀死部下行军司马冯知非（《五代史》作冯知兆，马令《南唐书》作姚知兆，《十国春秋》从陆游《南唐书》）、副使杜重贵，率高越等数骑出奔，每行经戍军之所，都召戍守主将禆将李藏机等，告知逃跑的原因，主将们都拜泣退下，许他奔吴。
吴摄政齐王徐知诰遣祖全恩率兵二千在安陆迎卢文进，很尊敬他，天祚三年（937年）二月，吴帝杨溥任他为天雄统军、宁国军节度使，兼侍中。后又以天威统军出任镇海军节度使。委任宾佐，政绩很好。一次润州集市大火，卢文进使马步军救火，火更大了，卢文进怒，亲自出府门斩马步使，火随声而灭。人们都以为异事。十月，徐知诰篡吴，建立南唐，改名李昪。昇元七年（943年）召回卢文进为左武卫上将军、兼中书令、范阳郡王，奉朝请，仍食节度使俸禄。卢文进尊敬他人，礼待文士，只谈朝廷仪制、台阁故事，不谈军事。他和官员冯延巳不合，因出身高贵而不相让对方。李璟保大二年（944年）三月，卢文进去世，冯延巳诬告卢文进，想没收卢文进的财产和田宅，卢文进诸子被下狱。时任浙西营田判官的高越上表反驳冯延巳指控。结果高越被贬，但冯延巳的弹劾也被搁置，卢家得以保全。

## 轶闻
卢文进攻打新州不克，趁夜撤离，坠入壕沟，一跃而出，第二天再看，是数丈悬崖包围的深不可测的黑龙潭。还有一次有大蛇来到卢文进座位间，蛇头够到卢文进的膝盖，卢文进取食物给它，蛇便离去。卢文进因此自负。卢文进后来在金陵也曾对客人说以前在契丹时，曾在郊外打猎，遇到白天暗得像黑夜一样，星星璀璨，大惊，偶遇一个当地人，问之，说：“这就是所谓‘笪日’（契丹人指代日食），何足为异？一会儿就恢复了。”良久，果然如此，当时只到中午。又曾至无定河，见人胫骨大如柱，长七尺，都是异事。

## 评价
- 《十国春秋》论曰：李金全、卢文进，故北方之虎臣，负衅来归，咸称名将，乃援师不进，全军而还。倘兵法所云“知彼知已”非与！至文进奏绩宣润，折节礼贤，抑亦可谓善保功名者矣。